# Rasplinjač
Rasplinjač (ponegdje karburator) je dio nekih Ottovih ili benzinskih motora, koji miješanjem goriva sa zrakom priprema određenu količinu gorive smjese i potom ju raspršuje u cilindar. Gorivo se iz spremnika dovodi u komoru s plovkom koji regulira dotok goriva, iz koje se kroz difuzor (Venturijeva cijev) raspršuje i miješa u određenom omjeru sa zrakom, te naposljetku usisava u motor gdje izgara. Najpovoljnije izgaranje gorive smjese odvija se pri omjeru goriva (benzina) i zraka 1 : 15. Rasplinjači su tako konstruirani da daju motoru smjesu bogatiju gorivom pri puštanju u pogon i pri punom opterećenju, a jeftinu (ekonomičnu) smjesu pri opterećenju od 60 do 70% snage. Rasplinjače imaju Ottovi motori s vanjskom pripremom gorive smjese. Za pogon putničkih automobila počeli su se sredinom 1990-ih primjenjivati i motori s izravnim ubrizgavanjem goriva u cilindar u koji je prethodno usisan zrak, to jest motor s unutarnjom pripremom gorive smjese.
Rasplinjač je bio među prvim patentima Carla Benza, jer je on razvio motor s unutarnjim izgaranjem i njegove dijelove. Godine 1885. Wilhelm Maybach i Gottlieb Daimler razvili su rasplinjač za njihov motor, koji se temelji na načelu štrcanja mlaznica. Rasplinjači su bili uobičajeni dio benzinskih motora proizvedenih u većem dijelu SAD-a do kasnih 1980-ih, kada je ubrizgavanje goriva (eng. fuel injection] postalo sve učestalije. U ostatku svijeta, određeni automobili marke rabe rasplinjač, kao primjerice Lada, koja ga je rabila do 2006. 
Većina motorkotača i dalje rabi rasplinjač zbog nižih troškova, ali od 2005. mnogi novi modeli uvode ubrizgavanje goriva.

## Načelo rada
Rasplinjač radi na Bernoullijevom načelu: što se brže zrak kreće, to je niži statički tlak, a viši dinamički tlak. Plin se ne povezuje izravno što znači da on ne nadzire protok goriva. Umjesto toga, plin pokreće mehanizam rasplinjača koji mjeri usisan zrak u motoru. Brzina usisa zraka i njegov tlak nadziru protok goriva.

### Venturijeva cijev
Venturijeva cijev (po talijanskom fizičaru Giovanniju Battisti Venturiju; 1746. – 1822.) je uređaj ili mjerni instrument za mjerenje brzine strujanja fluida (tekućina ili plin). Prema Bernoullijevoj jednadžbi, ukupni tlak u fluidu u gibanju to je manji što je brzina strujanja veća. Obrnuto, iz poznavanja razlike tlaka u mirnom fluidu i fluidu koji struji može se izračunati brzina strujanja, odnosno brzina tijela koji je to strujanje izazvao. Na tom se načelu temelji Venturijeva cijev. U širem dijelu posude fluid struji sporije nego u uskom dijelu pa je u širem dijelu tlak veći. Razlika tlakova p = p1 – p2 mjeri onda i brzinu strujanja: 
{\displaystyle p_{1}-p_{2}={\frac {\rho }{2}}\cdot \left(v_{2}^{2}-v_{1}^{2}\right)}
Venturijeva cijev služi za određivanje brzine zrakoplova i mjerenja u zračnim tunelima.

## Bernoullijeva jednadžba
Bernoullijeva jednadžba je osnovni zakon gibanja fluida. Proizlazi iz primjene zakona o očuvanju energije na strujanje fluida. Odatle se dobije da zbroj:
{\displaystyle {\tfrac {1}{2}}\,\cdot \rho \,\cdot v^{2}\,+\,\rho \,\cdot g\,\cdot h\,+\,p\,=\,{\text{konstanta}}\,}
ima istu vrijednost posvuda u fluidu koji struji vodoravno, gdje je p tlak, ρ gustoća i v brzina fluida u nekoj točki, a h visina visina težišta poprečnog presjeka fluida u odnosu na neku vodoravnu ravninu. Prema tome, ondje gdje je brzina tekućine veća, tlak je manji, ondje gdje je brzina tekućine manja, tlak je veći. Na Bernoullijevoj jednadžbi osnivaju se mnoge inženjerske primjene, kao na primjer let zrakoplova: zrak struji uz gornju zakrivljenu plohu krila brže nego ispod krila, pa je tlak na donju plohu krila veći nego na gornju, što ima za posljedicu da na krila djeluje ukupna sila prema gore koja diže zrakoplov.